# (72576) 2001 EN18
(72576) 2001 EN18 – planetoida z pasa głównego asteroid okrążająca Słońce w ciągu 4,29 lat w średniej odległości 2,64 j.a. Odkryta 14 marca 2001 roku.